# BelastingTelefoon

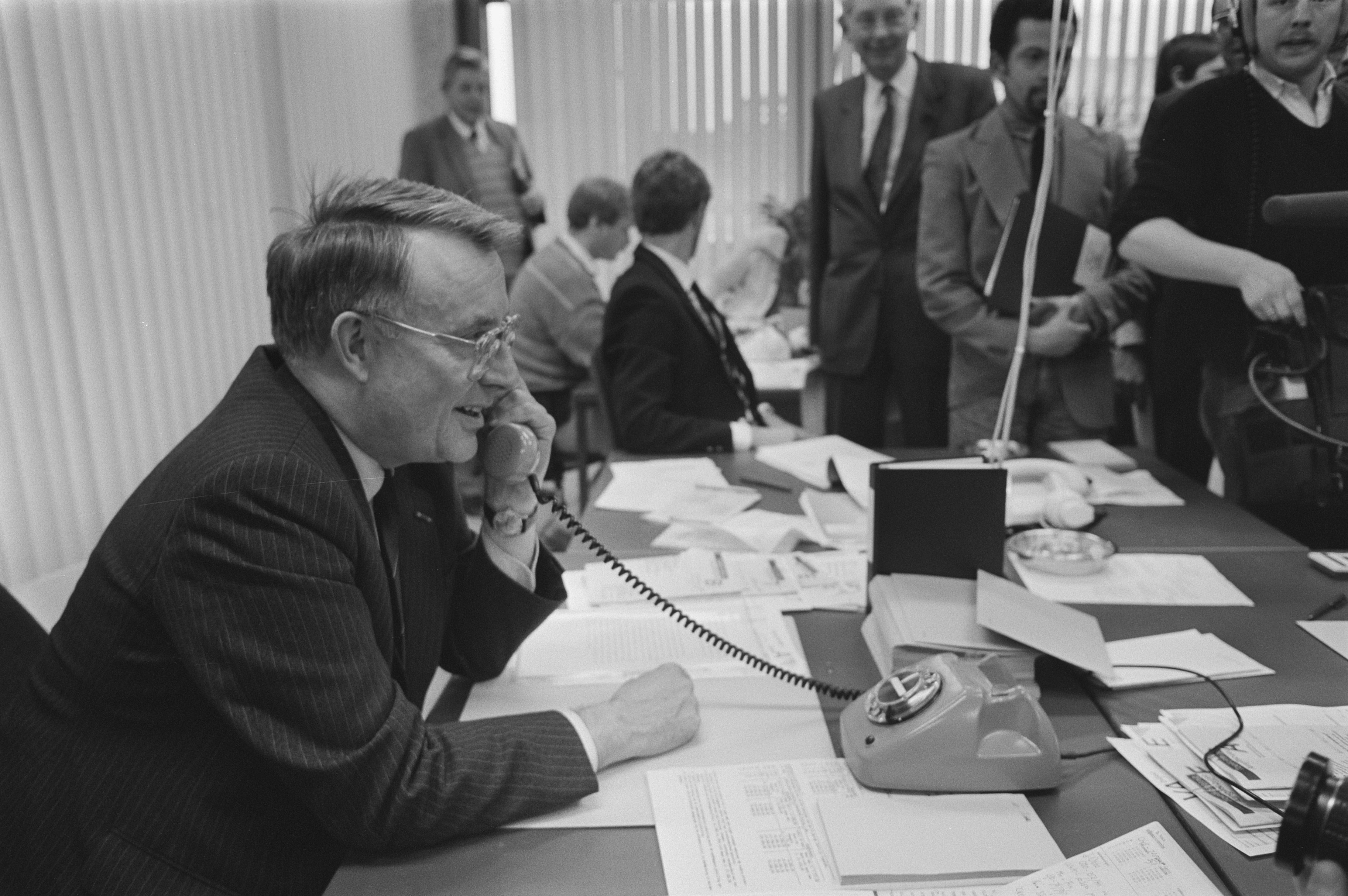
Staatssecretaris Koning van Financiën stelt 1 februari 1985 de BelastingTelefoon in gebruik

De BelastingTelefoon (0800 - 0543) is een onderdeel van de Nederlandse Belastingdienst. De medewerkers van de BelastingTelefoon kunnen (algemene) belastingvragen beantwoorden en behandelen voornamelijk vragen betreffende de inkomstenbelasting, loonbelasting, omzetbelasting en toeslagen. Ze mogen geen persoonlijk fiscaal advies geven. Daarvoor kunnen mensen bij een belastingadviseur terecht. De medewerkers kunnen over het algemeen geen gegevens wijzigen.
Eind december 2018 werkten bij de BelastingTelefoon 906,2 fte aan vaste krachten en 593,7 fte aan uitzendkrachten.

## Doel
Het primaire doel van de BelastingTelefoon is het beantwoorden van vragen van burgers en bedrijven over zaken die betrekking hebben op het Nederlandse belastingstelsel of Toeslagen. Daarnaast kan er informatie worden ingewonnen over specifieke belastingtechnische aangelegenheden. Ook geeft de BelastingTelefoon hulp bij het invullen van belastingformulieren. De ervaring heeft geleerd dat maar zo'n 10% belastinginhoudelijke vragen worden gesteld die niet door de BelastingTelefoon kunnen worden beantwoord. Men wordt dan na 24 uur op een vooraf bepaald tijdstip door het regionale belastingkantoor teruggebeld.  
90% van de vragen betreft echter de status van de behandeling van de aangifte.

## Kwaliteit
In 2013 was de bereikbaarheid van de BelastingTelefoon 79%. Dit is net onder de streefbandbreedte van 80-85%. In de aangiftetijd loopt het aantal gesprekken op tot meer dan 100.000 gesprekken per dag. Jaarlijks gaat het om zo’n 14 miljoen vragen van belastingplichtigen. Uit vaste jurisprudentie blijkt dat uitlatingen van de BelastingTelefoon niet volledig betrouwbaar mogen worden geacht (uitspraak Gerechtshof Arnhem, 30 maart 2006, nr. 03/02435 MK II). De kwaliteit van inhoudelijke antwoorden wordt getoetst door een externe onderzoeksinstelling. Per jaar worden er zo’n 17.000 mystery-calls door een extern bureau uitgevoerd en 85.000 gesprekken intern op kwaliteit beoordeeld. Voor de juistheid van de beantwoording van inhoudelijke vragen geldt een streefpercentage van 80-85%. In 2010 was het resultaat dat volgens deze metingen 86% van de gesprekken aan de kwaliteitseisen voldeed en de afgelopen jaren is deze doelstelling nagenoeg gehaald.

## Ontwikkelingen
Om het aantal foute antwoorden terug te dringen is staatssecretaris Frans Weekers van Financiën een onderzoek gestart naar de mogelijkheid dat mensen die bellen met de BelastingTelefoon een belastinginspecteur aan de lijn kunnen krijgen, die dan de moeilijker belastingvragen direct maar zelf beantwoordt. In dat onderzoek heeft de Belastingdienst al enige tijd proef gedraaid met het doorverbinden van de pittige en dossiergebonden vragen over Toeslagen naar gespecialiseerde medewerkers. Het resultaat was dat zo’n 70.000 vragen beter en sneller konden worden beantwoord. Bovendien was er geen terugbelafspraak meer nodig. Het grootste voordeel is dat de inspecteurs en andere specialisten aan de telefoon de meer specialistische vragen op basis van gedetailleerde regels en jurisprudentie kunnen beantwoorden en ze hebben ook toegang tot de meeste dossiers van de bellers, zodat zij daarnaast ook fiscaal bindende uitspraken kunnen doen.

## Callcenters
De BelastingTelefoon heeft callcenters door heel Nederland. Elk callcenter heeft zijn specialiteit. Zo zijn er de callcenters:
- Particulieren,                      gevestigd in Leeuwarden en Hengelo
- Toeslagen,                          gevestigd in Groningen en Apeldoorn
- Ondernemingen, Intermediairs        gevestigd in Eindhoven en Apeldoorn
- Buitenland (055-5385385),           gevestigd in Heerlen
- Auto (0800-0749),                   gevestigd in Apeldoorn
- Douane (0800-0143),                 gevestigd in Rotterdam